# 羽前山邊站
羽前山邊站（日语：／ Uzen-Yamabe eki */?）是位於山形縣東村山郡山邊町大字山邊，東日本旅客鐵道（JR東日本）的左澤線車站。町名「山邊」的日文讀法為，車站名稱中「山邊」的日文讀法為。

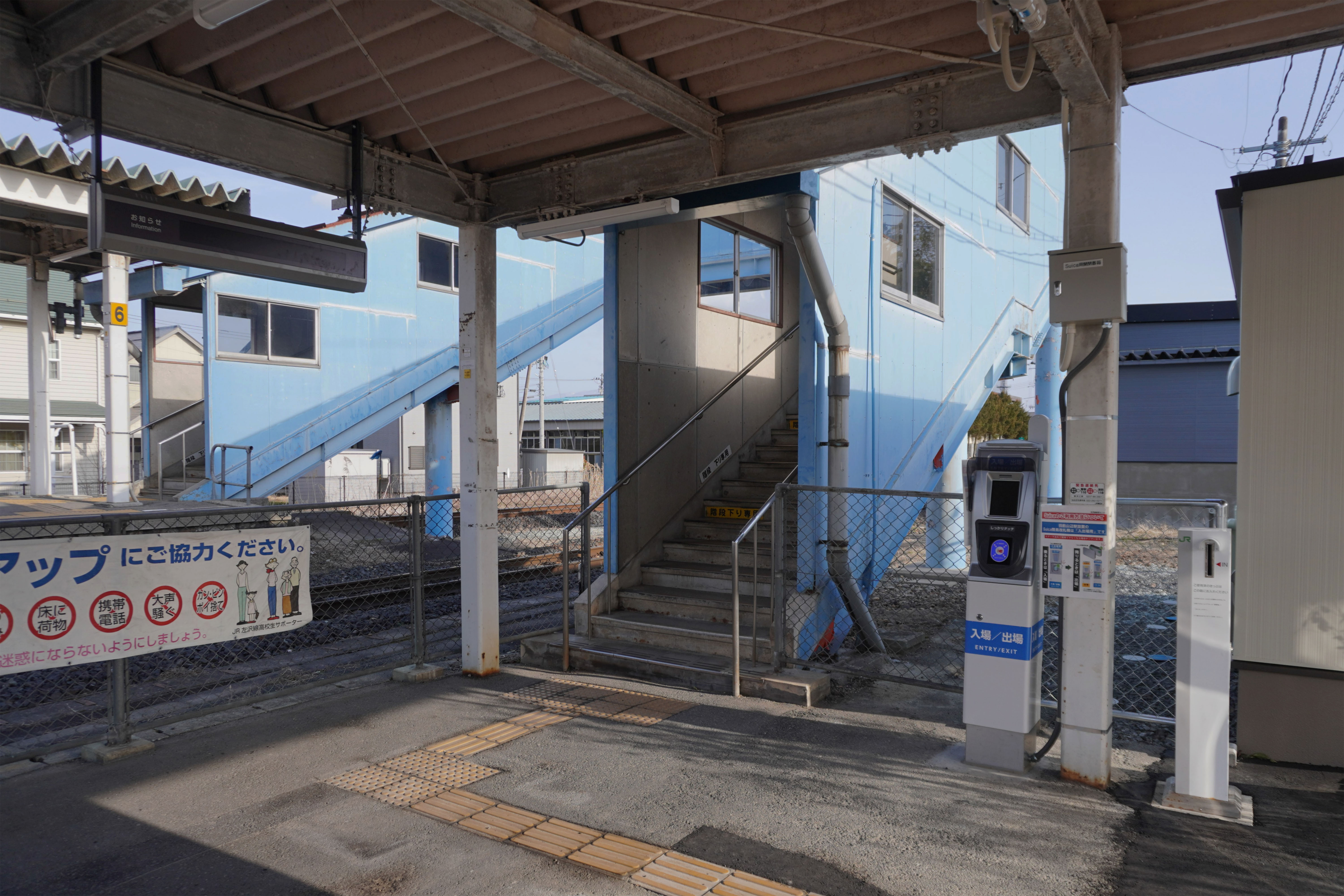
驗票口（2024年3月）

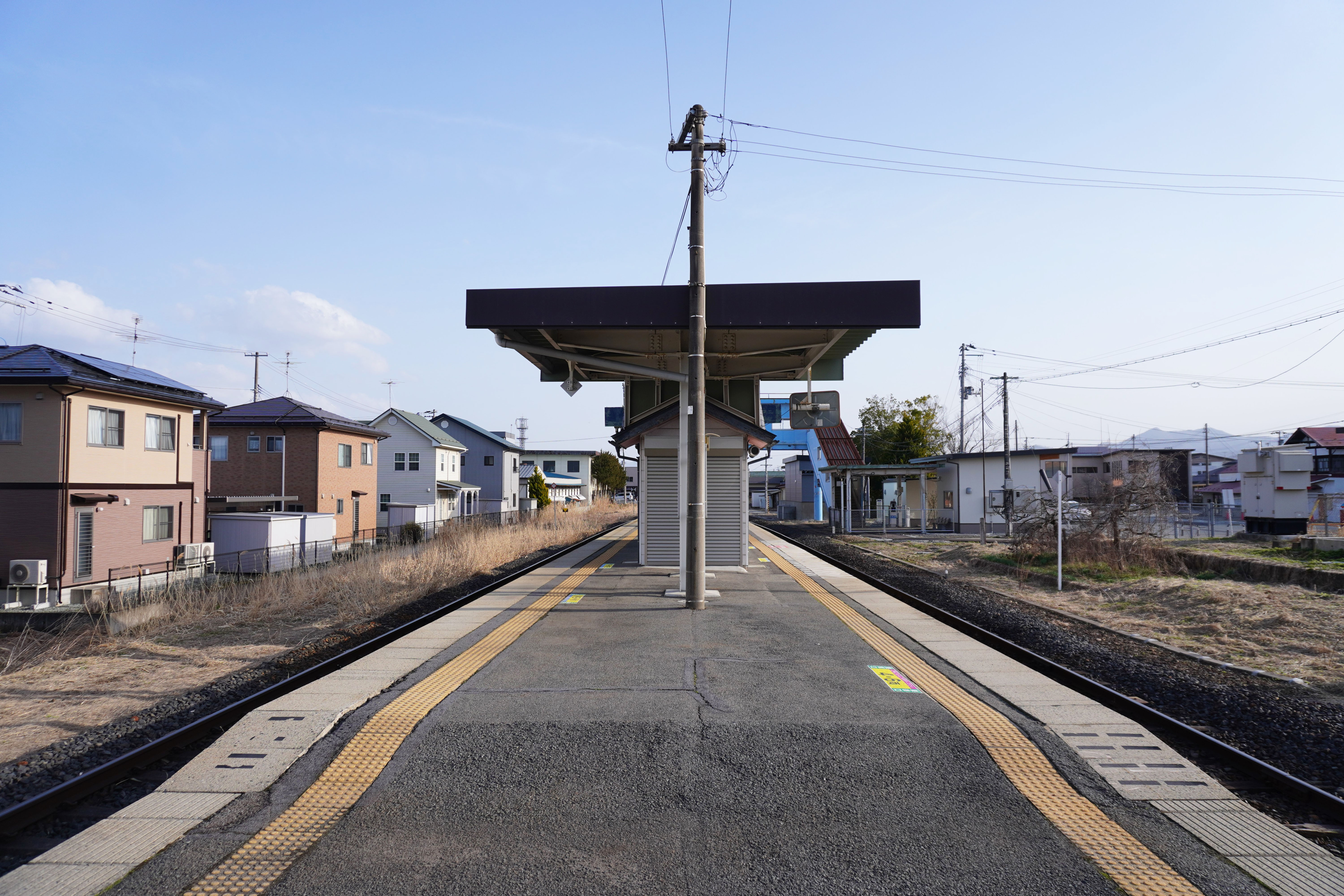
月台（2024年3月）

## 歷史

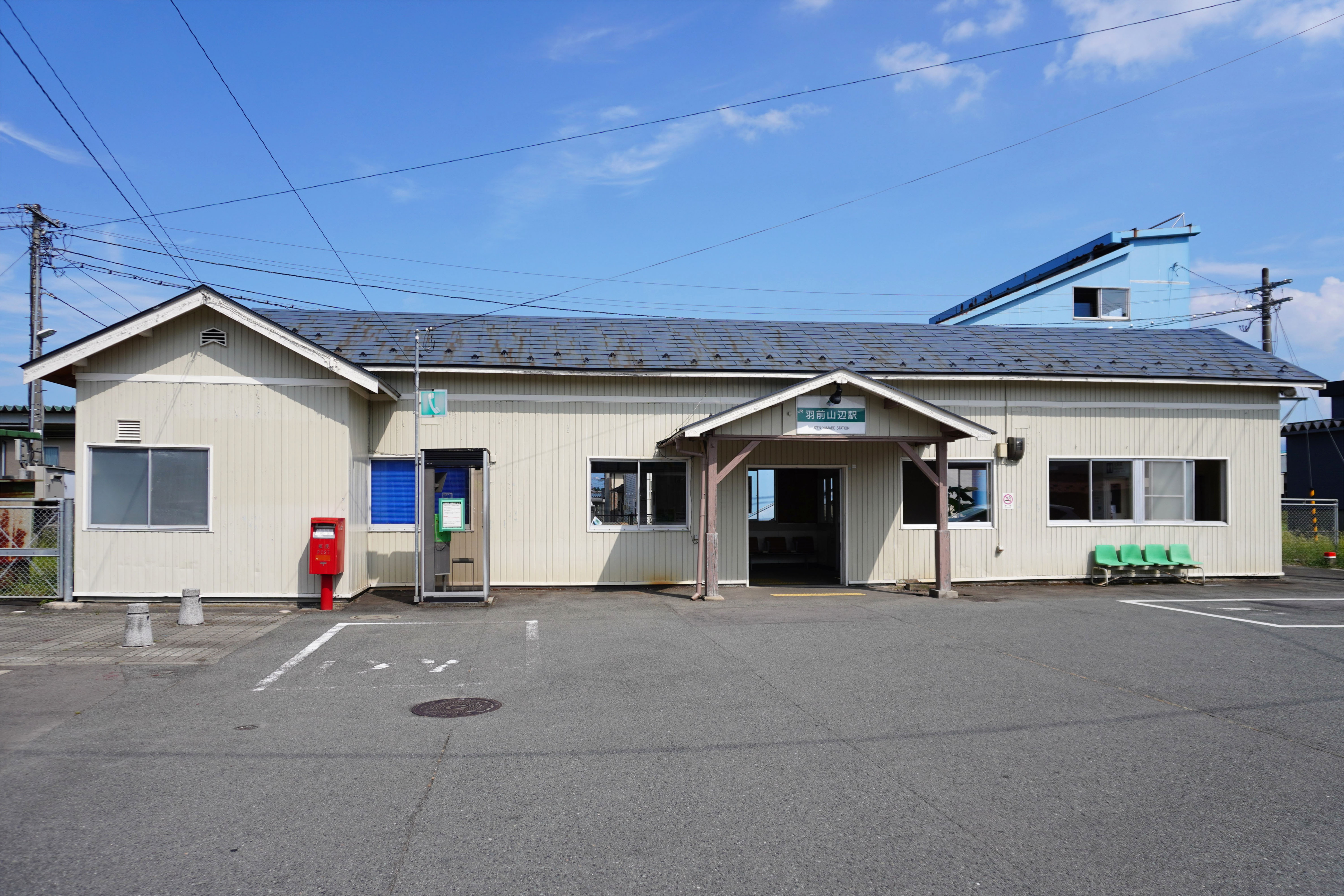
舊站房（2023年9月）

- 1921年（大正10年）7月20日：車站啟用。
- 1940年（昭和15年）11月：車站大樓翻新。
- 1987年（昭和62年）4月1日：伴隨國鐵分割民營化，車站由東日本旅客鐵道（JR東日本）營運[1]。
- 2019年（平成31年）4月1日：成為無人車站。

## 車站構造
本站是地面車站，設有1面2線的島式月台。車站大樓與月台之間設有跨線橋連接。此站是由寒河江站管理的無人車站。在2019年3月31日前，此站是簡易委託車站（曾委托山邊町和山邊商業協同組合負責車站業務，設有POS終端）。

### 月台
| 月台 | 路線    | 上下行 | 方向             |
| ---- | ------- | ------ | ---------------- |
| 1    | ■左澤線 | 下行   | 寒河江、左澤方向 |
| 2    | ■左澤線 | 上行   | 山形方向         |

## 使用狀況
| 年度               | 1日平均 乘車人次 | 參考資料        |
| ------------------ | ---------------- | --------------- |
| 2000年（平成12年） | 912              | [ 利用客数 1 ]  |
| 2001年（平成13年） | 884              | [ 利用客数 2 ]  |
| 2002年（平成14年） | 883              | [ 利用客数 3 ]  |
| 2003年（平成15年） | 901              | [ 利用客数 4 ]  |
| 2004年（平成16年） | 929              | [ 利用客数 5 ]  |
| 2005年（平成17年） | 937              | [ 利用客数 6 ]  |
| 2006年（平成18年） | 876              | [ 利用客数 7 ]  |
| 2007年（平成19年） | 824              | [ 利用客数 8 ]  |
| 2008年（平成20年） | 815              | [ 利用客数 9 ]  |
| 2009年（平成21年） | 809              | [ 利用客数 10 ] |
| 2010年（平成22年） | 816              | [ 利用客数 11 ] |
| 2011年（平成23年） | 802              | [ 利用客数 12 ] |
| 2012年（平成24年） | 821              | [ 利用客数 13 ] |
| 2013年（平成25年） | 836              | [ 利用客数 14 ] |
| 2014年（平成26年） | 777              | [ 利用客数 15 ] |
| 2015年（平成27年） | 794              | [ 利用客数 16 ] |
| 2016年（平成28年） | 800              | [ 利用客数 17 ] |
| 2017年（平成29年） | 797              | [ 利用客数 18 ] |

## 車站周邊
- 山邊町公所
- 山邊郵局（日语：山辺郵便局）
- 山形縣立山邊高等學校（日语：山形県立山辺高等学校）
- 山邊町立山邊小學（日语：山辺町立山辺小学校）
- 國道458號（日语：国道458号）
- 須川（日语：須川 (山形県)）
- 山邊溫泉保養中心
- 閃光銀行（日语：きらやか銀行）山邊分店
- 山形銀行（日语：山形銀行）山邊分店
- 山形警署（日语：山形警察署）山邊駐在所

## 巴士路線
- 「山邊站前」巴士站
  - 山交巴士（日语：山交バス (山形県)） - 經西原團地、山形站西出口前往山形市政廳前（星期日及假日暫停服務）
  - 山邊町營巴士（山邊社區巴士）[4]

## 相鄰車站
東日本旅客鐵道（JR東日本）
■左澤線
東金井－羽前山邊－羽前金澤

## 注腳

### 使用狀況
1. ↑  . 東日本旅客鐵道.   [2019-02-22]. （原始内容存档于2019-03-27） （日语）.
2. ↑  . 東日本旅客鐵道.   [2019-02-22]. （原始内容存档于2019-03-27） （日语）.
3. ↑  . 東日本旅客鐵道.   [2019-02-22]. （原始内容存档于2019-03-27） （日语）.
4. ↑  . 東日本旅客鐵道.   [2019-02-22]. （原始内容存档于2019-03-27） （日语）.
5. ↑  . 東日本旅客鐵道.   [2019-02-22]. （原始内容存档于2019-03-27） （日语）.
6. ↑  . 東日本旅客鐵道.   [2019-02-22]. （原始内容存档于2019-03-27） （日语）.
7. ↑  . 東日本旅客鐵道.   [2019-02-22]. （原始内容存档于2019-03-27） （日语）.
8. ↑  . 東日本旅客鐵道.   [2019-02-22]. （原始内容存档于2019-04-02） （日语）.
9. ↑  . 東日本旅客鐵道.   [2019-02-22]. （原始内容存档于2019-03-27） （日语）.
10. ↑  . 東日本旅客鐵道.   [2019-02-22]. （原始内容存档于2019-03-27） （日语）.
11. ↑  . 東日本旅客鐵道.   [2019-02-22]. （原始内容存档于2019-03-27） （日语）.
12. ↑  . 東日本旅客鐵道.   [2019-02-22]. （原始内容存档于2019-03-27） （日语）.
13. ↑  . 東日本旅客鐵道.   [2019-02-22]. （原始内容存档于2019-03-27） （日语）.
14. ↑  . 東日本旅客鐵道.   [2019-02-22]. （原始内容存档于2016-04-04） （日语）.
15. ↑  . 東日本旅客鐵道.   [2019-02-22]. （原始内容存档于2019-03-27） （日语）.
16. ↑  . 東日本旅客鐵道.   [2019-02-22]. （原始内容存档于2019-03-23） （日语）.
17. ↑  . 東日本旅客鐵道.   [2019-02-22]. （原始内容存档于2019-03-27） （日语）.
18. ↑  . 東日本旅客鐵道.   [2019-02-22]. （原始内容存档于2019-03-25） （日语）.

## 外部連結
- 車站資訊（羽前山邊）：東日本旅客鐵道（日語）